# Церква в Овері
«Церква в Овері» — одна з 70-ти картин нідерландського художника Вінсента ван Гога, написаних в невеличкому містечку Овер у 1890 році. Один з шедеврів майстра.

## Овер і ван Гог

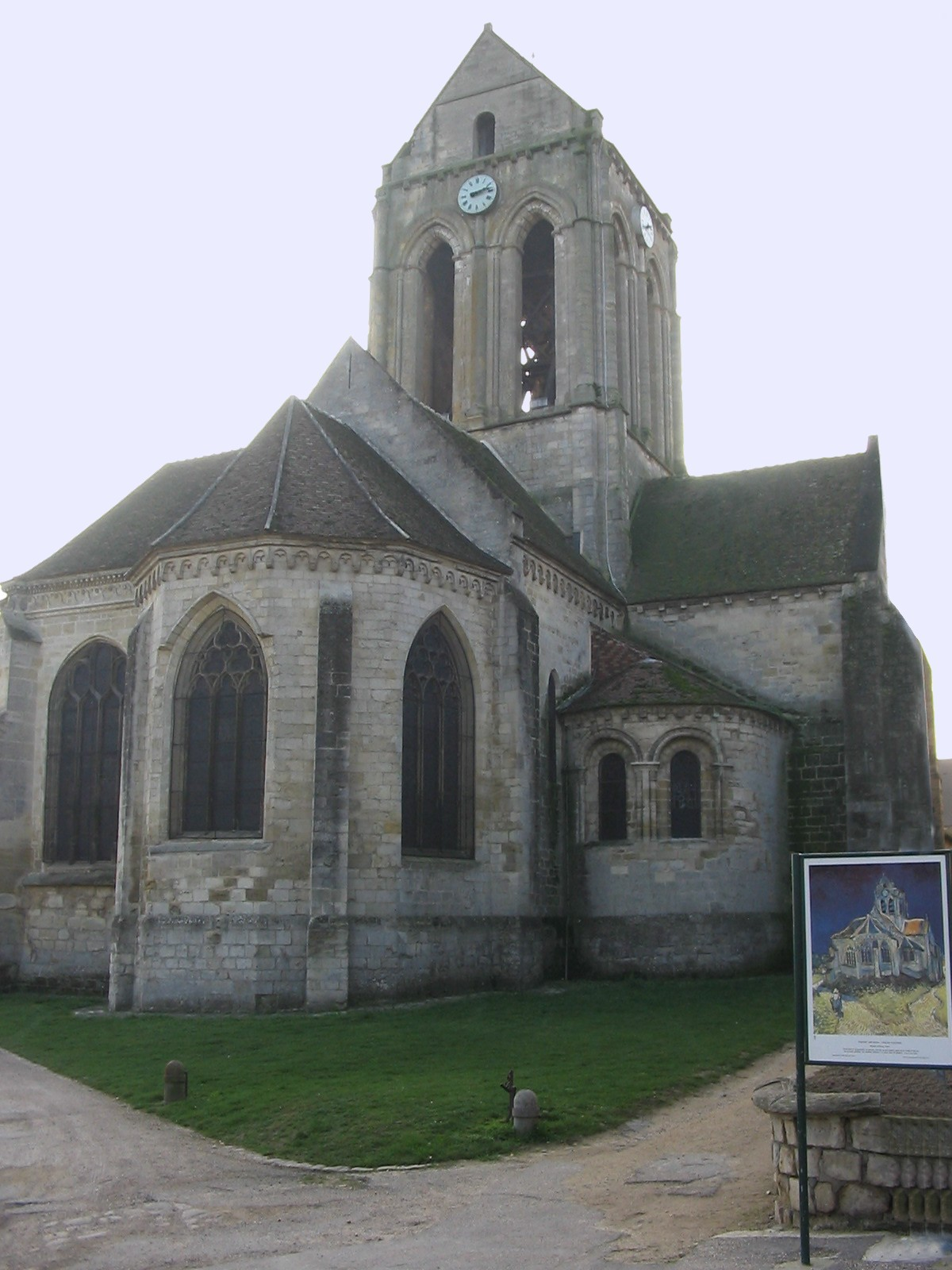

Художник перебрався ближче до Парижа і брата Тео і оселився в містечку Овер-сюр-Уаз. Він ще не знав, що йдуть останні дні його життя. Овер — невелике село і все незвичне тут швидко впадало у око. Серед цікавих споруд і церква 13 століття в стилі французької готики. Разом з пейзажами околиць Овера церква теж стала темою картини художника.
Хрещата в плані церква з високою вежею посередині не такий вже шедевр. Але завдяки картині художника і його шаленій посмертній славі отримала значну популярність. Вона стала відомою туристичною атракцією.
Полотно утримувалось в колекції лікаря Гаше та його нащадків. З 1951 року картина в Луврі, пізніше її передали для експонування в музей д'Орсе.

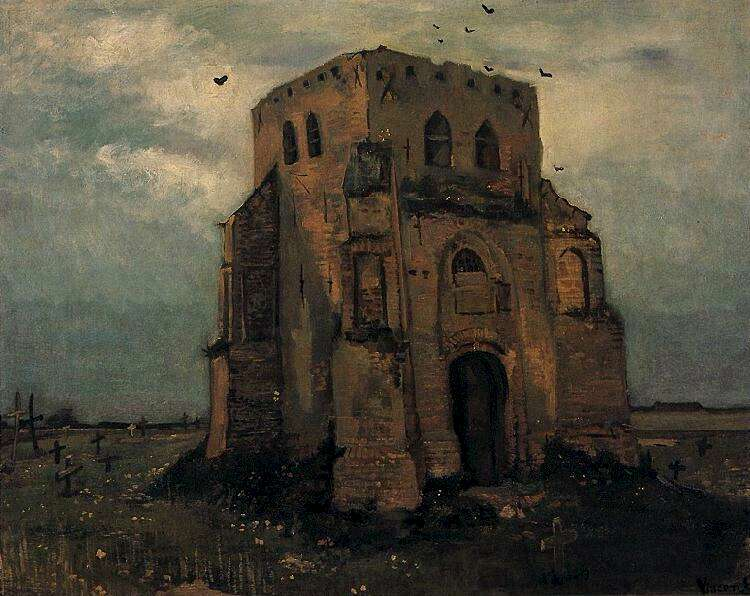
Церква руїна на цвинтарі в Нюенені, 1885 рік. Музей ван Гога, Амстердам.

Це не перша архітектурна споруда на картинах художника. П'яти роками раніше він малював церковку-вежу в руйнівному стані на одному з цвинтарів. У ван Гога мало картин з радісним настроєм. Краєвид з церквою руїною на цвинтарі — один із найбезнадійніших.

## Картина
Дивує побудова картини. Знизу розбігаються дві стежини, що огинають пагорб. Церква, мов жива істота, виростає з пагорба на очах глядача як дивна рослина чи дивовижна квітка велетенських розмірів. Велич споруди лише підкреслила самотня постать жінки в чепчику. Чим далі вверх, тим тривожніші форми і фарби. Колюча готика церкви стає болісним образом розбурханої уяви митця і натяком на безнадійність його стану.